# Birgit Schuurman
Birgit Schuurman (Utrecht, 1 juli 1977) is een Nederlandse zangeres en actrice.

## Levensloop
Birgit Schuurman is de jongere zus van actrice en zangeres Katja Schuurman. Ze woonde tijdens haar jeugd in Bunnik. Haar vader is Nederlands, haar moeder werd geboren op Curaçao uit Surinaamse ouders en heeft Nederlands, Chinees, Indiaans en Creools bloed. Ze begon in de laatste jaren voor het halen van haar vwo-diploma met zingen. In het begin betroffen dit vrij onbekende projecten, in de r&b en dance. Ook zong ze in 1995 samen met haar zus in de band Jeunes Turcs.

### Zangcarrière
Bij platenmaatschappij Mercury bracht Birgit Schuurman, meestal aangeduid met enkel Birgit, vanaf 1999 drie singles uit: A little famous, Maybe the wine en Shy. Met de eerste twee singles kreeg ze landelijke bekendheid. Ondertussen werd het album Curious opgenomen maar door de tegenvallende verkoopcijfers van de eerder uitgebrachte singles werd besloten het album niet uit te brengen. In 2000 was Schuurman veelvuldig op de Nederlandse muziekzenders te zien toen ze een prominente rol speelde in de videoclip bij Onderweg van Abel. Haar eigen muzikale doorbraak volgde in 2001 met het poprock-nummer I know, dat haar een top 10-hit opleverde in de Nederlandse Top 40. De opvolger, Few like you, werd eveneens een succes. Beide nummers kwamen te staan op haar studioalbum Few like me, dat redelijk verkocht.
Van het nummer Alright, opgenomen op de Megafestatie in 2002 met hulp van fans, ging de opbrengst naar War Child. Aan het eind van dat jaar besloten Schuurman en haar platenmaatschappij Virgin uit elkaar te gaan. Wel zong Schuurman nog een cover van het nummer Weak van Skunk Anansie voor de soundtrack van de film Liever verliefd. Dit werd geen hit. In september 2003 kreeg ze een nieuw platencontract bij Purple Eye entertainment, waarna de single Everybody wants to be uitkwam. Haar album Sticky tales zou in november 2004 uitkomen, maar werd uitgesteld tot 2005.
In juli 2007 was ze in de Verenigde Staten om haar album True stories I made up te promoten. De cd was speciaal voor de Amerikaanse markt samengesteld en bevat zowel oude als nieuwe nummers. "Ze wordt de Gwen Stefani van Amsterdam genoemd", zei een presentatrice van het ochtendprogramma Good Morning San Diego. Schuurman was eind juli 2007 te gast in het praatprogramma, waarvan een opname te zien is op de website van de zangeres.
In 2009 zong Schuurman enkele nummers op het album Stilte opname van Arthur Umbgrove en Alberto Klein Goldewijk voor het Emma Kinderziekenhuis. In 2014 zong ze voor het programma Ali B en de muziekkaravaan het nummer Nu de wind waait.
In september 2017 bracht Schuurman de single Fuel my fire uit, gevolgd door het nummer Stranded in december. De derde single Amplify verscheen in februari 2018. Deze nummers zijn allemaal terug te vinden op het album A fool for love dat op 28 maart 2018 uitkwam bij Zip Records.
Tijdens de coronapandemie besloot Schuurman om een nieuw album te gaan maken. Hiervoor maakte ze de overstap van Engelstalig naar Nederlandstalig. Struikelen, de titeltrack van het album verscheen in maart 2024. Het volledige album is vanaf oktober dat jaar verkrijgbaar. Rond diezelfde periode gaat Schuurman langs diverse theaters met een voorstelling waarin haar nieuwe Nederlandstalige repertoire centraal zal staan.

### Theater, film en televisie
Op theatergebied speelde Schuurman in de musical De Jantjes de rol van Toffe Jans. Vanaf november 2006 trad zij daarna op in de theatervoorstelling Sexual Perversity, een stuk gericht op jongeren dat gebaseerd was op de film About Last Night... en geproduceerd werd door Rick Engelkes Producties en MTV. Begin 2007 speelde zij naast Ara Halici in de musical The Last 5 Years van Jason Robert Brown, vertaald door Allard Blom en onder regie van Maarten Mourik. Hiervoor won ze de John Kraaijkamp Musical Award voor beste vrouwelijke hoofdrol. Het tweede seizoen van deze musical ging verder onder de titel 5 jaar met jou; Jim de Groot was hierin haar tegenspeler.
Verder speelde zij in 2009 en 2010 de rol van Marjorie in het stuk Extreem onder regie van Sarah Moeremans, in High Heels in Concert (samen met Liesbeth Kamerling, zangeres Dennis en Maaike Martens), haar eigen musical onder de titel Het grote verlangen (2011), de musical Vijftig tinten... de parodie (2014) en de theaterstukken Pumps en penalties (2016), De gevangenismonologen (2017) en "Wat mijn man niet weet" (2023).
Schuurman vertolkte een van haar eerste filmrollen, die van Pi, in de film Floris uit 2004. Latere rollen waren die in De eetclub uit 2010 (naar de gelijknamige bestseller van Saskia Noort), Dik Trom uit hetzelfde jaar (geregisseerd door haar toenmalig echtgenoot Arne Toonen), Lotus (2011), Black Out van een jaar later (samen met haar zus Katja Schuurman), Ballast (2012), Bro's Before Ho's (2013) en Pijnstillers (2014).
Op televisie was Schuurman te zien in onder meer de serie Lieve lust (vanaf 2005), de politieserie Rechercheur Ria, de dramaseries De Mannentester en Meisje van plezier en de televisieserie Circus Noël. Ze vertolkte een gastrol in S1NGLE.
In 2018 was Schuurman verliezend finalist in het tweede seizoen van het RTL 4-programma Kroongetuige. In 2022 was ze met haar zus te zien in het SBS6-programma Code van Coppens: De wraak van de Belgen.
In 2022 deed Schuurman mee aan het vierde seizoen van het Nederlandse televisieprogramma The Masked Singer op RTL 4 als de Panda, waarin ze in de halve finale afviel. In oktober 2023 was ze gastpanellid in het RTL 4-programma DNA Singers. In 2024 deed Schuurman mee aan het SBS6-programma Moordfeest.

### Presentatiewerk
Schuurman presenteerde diverse televisieprogramma's:
- Wacky wake up van Fox (2000)
- Countdown van Veronica (2004)
- TLC over... (programma over liefde en relatie op TLC, 2012)
- EBBA (European Border Breaker Award) (2013)
- Co-hosted met Jools Holland
- Live op Limmen (2018)

### Model
Hoewel zij eerder had aangegeven nooit naakt te willen poseren, was Schuurman toch te zien in het kerstnummer (januari 2011) van het blad Playboy.

### Persoonlijk
In juli 2002 trouwde Schuurman met regisseur Kaja Wolffers. In april 2004 werd bekend dat het paar ging scheiden. Op 18 juli 2008 trouwde zij voor de wet te Amsterdam met Arne Toonen en ze hebben samen een zoon. Het stel besloot in februari 2019 te gaan scheiden.
Op 31 december 2021 kreeg Schuurman haar tweede kind, met haar nieuwe partner.

## Filmografie
| Film            | Film                                      | Film                  |
| Jaar            | Productie                                 | Rol                   |
| --------------- | ----------------------------------------- | --------------------- |
| 2004            | Balverliefd                               | Iris                  |
| 2004            | Floris                                    | Pi                    |
| 2006            | Farewell                                  | Woman                 |
| 2007            | Nadine                                    | Mijntje               |
| 2010            | De eetclub                                | Angela Bijlsma        |
| 2011            | Lotus                                     | Misja                 |
| 2012            | Black out                                 | Petra                 |
| 2012            | Ballast                                   | Anouk                 |
| 2013            | Graffiti detective                        | Moeder                |
| 2013            | Bro's Before Ho's                         | Mercedes              |
| 2014            | Kris kras                                 | speciale gast         |
| 2014            | Pijnstillers                              | Marit van Riel        |
| 2015            | De Boskampi's                             | vrouwelijke collega 1 |
| 2016            | Rokjesdag                                 | Daniëlle              |
| 2016            | Alsof ik er niet echt was                 | Yena                  |
| 2016            | Uilenbal                                  | Juf Ietje             |
| 2016            | Soof 2                                    | Anna                  |
| 2017            | Voor elkaar gemaakt                       | Kara                  |
| 2020            | Casanova's                                | Chantal               |
| 2024            | De Break-Up Club                          | Trix                  |
| 2024            | Vuur & vlam                               | Marjolein             |
| Televisieseries |                                           |                       |
| Jaar            | Productie                                 | Rol                   |
| 1996            | Ik ben je moeder niet                     | Jannie                |
| 2005            | Boy meets girl stories #1: Smachten       | niet bekend           |
| 2005-2006       | Lieve lust                                | Pim                   |
| 2006            | Man en paard                              | Birgit Schuurman      |
| 2010            | S1ngle                                    | Monika                |
| 2013            | Aandacht aub!                             | niet bekend           |
| 2014            | Rechercheur Ria                           | Lydia Groen           |
| 2015            | Kattenoog - het geheim van de griezelclub | Charlotte             |
| 2016            | Heer & Meester                            | Claudette Lavenchy    |
| 2016            | Welkom in de jaren 60                     | Yoko Ono              |
| 2016            | All in kitchen                            | Marina Reinier        |
| 2017            | De mannentester                           | Lady Jane             |
| 2017-2020       | Meisje van plezier                        | Meryem Selmek         |
| 2017            | Circus Noël                               | Marinella             |
| 2018            | Flikken Rotterdam                         | ?                     |
| 2020            | Flikken Maastricht                        | Amanda de Vries       |
| 2021            | Hunted                                    | Duo met Kim Feenstra  |
| 2023            | Cast                                      | Zichzelf              |

## Discografie

### Studioalbums
| Album met eventuele hitnotering(en) in de Nederlandse Album Top 100 | Datum van verschijnen | Datum van binnenkomst | Hoogste positie | Aantal weken | Opmerkingen                |
| ------------------------------------------------------------------- | --------------------- | --------------------- | --------------- | ------------ | -------------------------- |
| Few like me                                                         | 2001                  | 14-07-2001            | 25              | 8            |                            |
| Sticky tales                                                        | 2005                  | -                     |                 |              |                            |
| True stories I made up                                              | 2007                  | -                     |                 |              | alleen uitgegeven in de VS |
| A fool for love                                                     | 2018                  | -                     |                 |              |                            |
| Struikelen                                                          | 2024                  | -                     |                 |              |                            |

### Singles (hitnoteringen)
| Single met eventuele hitnotering(en) in de Nederlandse Top 40 | Datum van verschijnen | Datum van binnenkomst | Hoogste positie | Aantal weken | Opmerkingen                                      |
| ------------------------------------------------------------- | --------------------- | --------------------- | --------------- | ------------ | ------------------------------------------------ |
| A little famous                                               | 1999                  | 06-02-1999            | tip9            | -            | Nr. 66 in de Single Top 100                      |
| I know                                                        | 2001                  | 27-01-2001            | 10              | 17           | Nr. 19 in de Single Top 100                      |
| Few like you                                                  | 2001                  | 19-05-2001            | 15              | 6            | Nr. 45 in de Single Top 100 / Alarmschijf        |
| Lover                                                         | 2001                  | 06-10-2001            | tip7            | -            | Nr. 93 in de Single Top 100                      |
| Alright                                                       | 2002                  | 24-08-2002            | tip11           | -            | Song for War Child / Nr. 90 in de Single Top 100 |
| Everybody wants to be                                         | 2003                  | 04-10-2003            | 30              | 3            | Nr. 32 in de Single Top 100                      |
| Control                                                       | 2004                  | 11-12-2004            | tip11           | -            | Nr. 74 in de Single Top 100                      |
| Hardrocking diva                                              | 2005                  | -                     |                 |              | Nr. 56 in de Single Top 100                      |

### Overige singles
- Maybe the wine (1999)
- Weak (2003)
- Old boys (2003, met Flemming)
- Guniang (2006)
- Parttime lover (2006, met Jelka van Houten)
- Fuel my fire (2017)
- Stranded (2017)
- Amplify (2018)
- Take Me Back In Time (2018)
- Struikelen (2024)